# Alexanderplatz

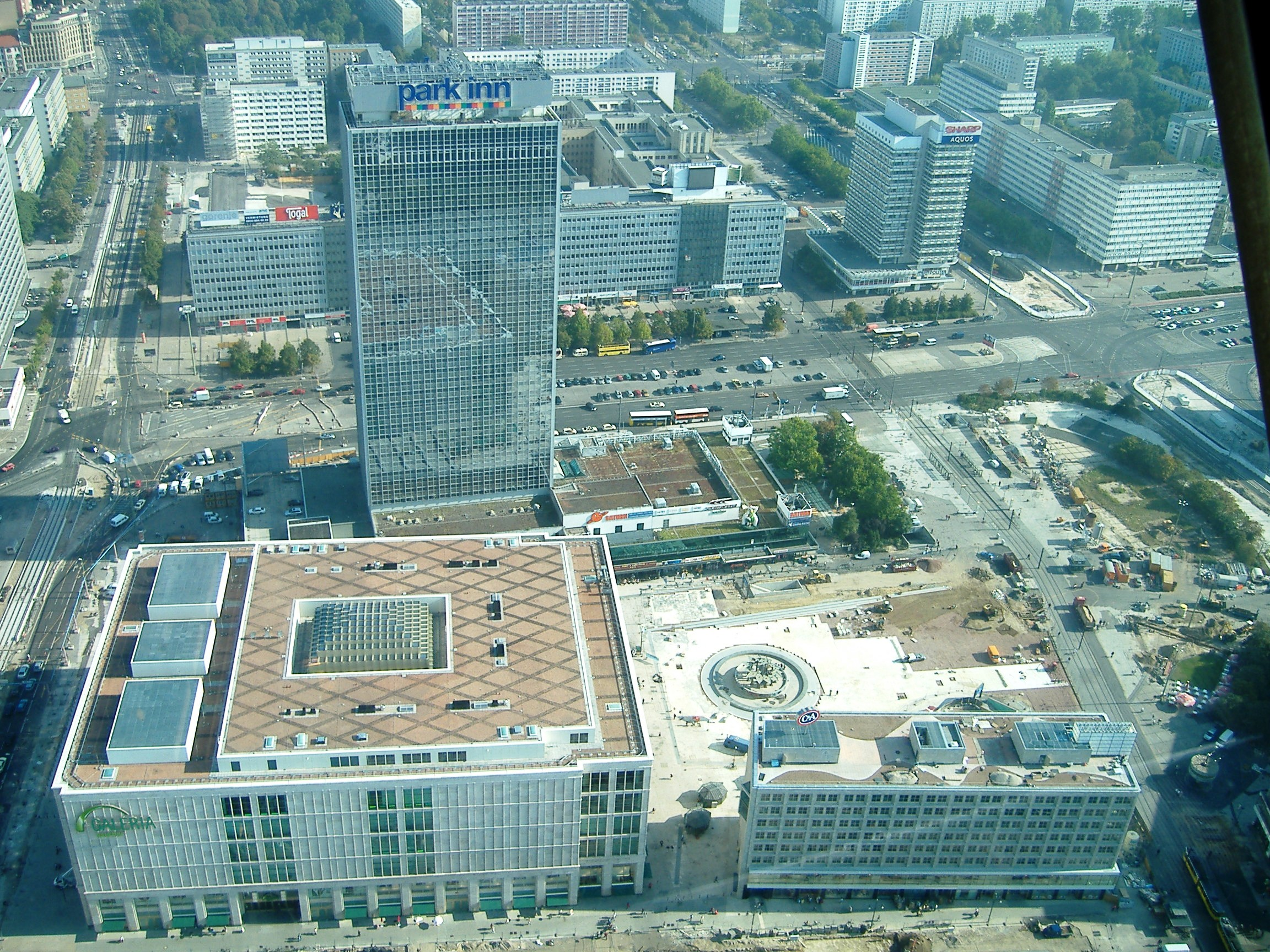
L'Alexanderplatz vista des del Fernsehturm

Alexanderplatz és una gran plaça situada al centre de Berlín (Alemanya), a prop del riu Spree i l'antic Palau de la República, entre altres edificis històrics. Originàriament, la plaça es coneixia com a Ochsenmarkt, o Mercat dels bous.
La plaça, coneguda simplement com a Alex pels berlinesos, és també un dels grans intercanviadors de transport de la ciutat. Està envoltada de grans edificis i importants estructures, com ara bé el Fernsehturm, que és la torre de televisió més alta de la Unió Europea; el Forum Hotel Berlín, que és l'edifici (pròpiament dit) més alt de la ciutat; i el Rellotge Mundial, una gran estructura de metall que gira de forma permanent i mostra les hores de tots els indrets del món.

## Història
Originalment, la zona era un mercat de venda de ramat. El seu nom actual li fou donat en honor del tsar Alexandre I, que visità la ciutat el 25 d'octubre de 1805. A finals del segle xix, la plaça es convertí en un centre important, amb la construcció d'un mercat i una estació de metro. No fou però, fins a la dècada de 1920 quan arribà al seu punt culminant, esdevenint, amb la Potsdamer Platz, el centre de la nit berlinesa. Com a reflex d'aquest fet inspirà la novel·la Berlin Alexanderplatz, escrita el 1929.
Anys després però, durant la batalla de Berlín a la Segona Guerra Mundial, la plaça resultà fortament danyada pels bombardejos aeris i els combats.

## Arquitectura actual

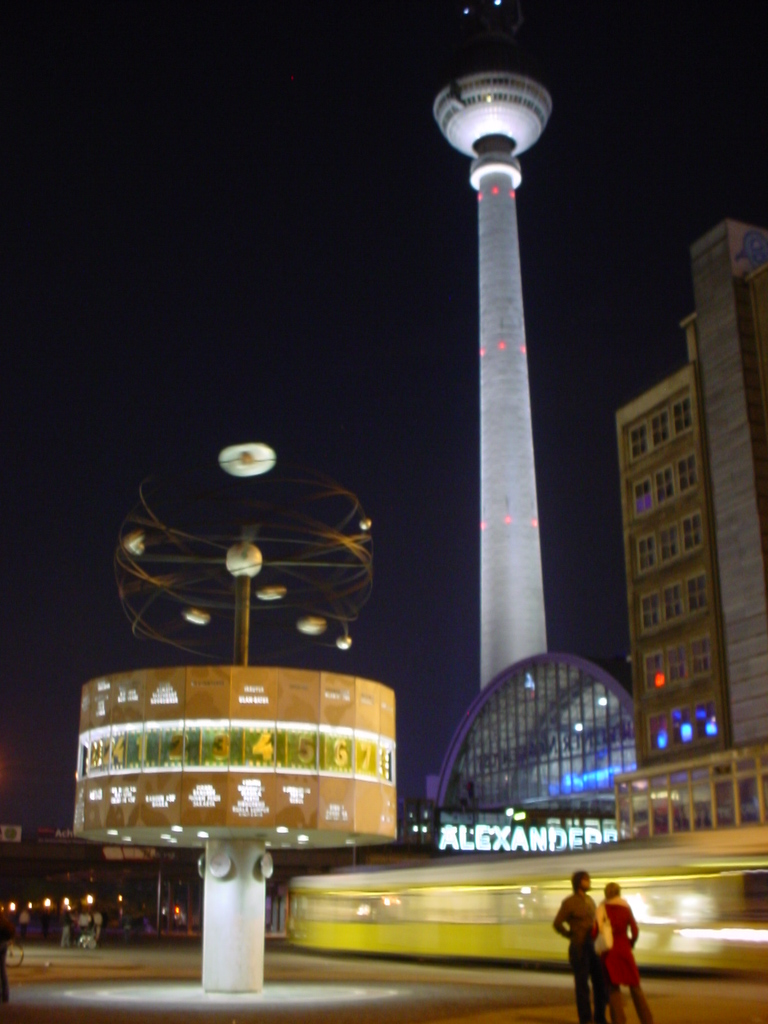
L'Alexanderplatz de nit, amb el Rellotge Mundial en primer terme i el Fernsehturm al fons.

L'Alexanderplatz ha estat redissenyada diversos cops a la seva història. La darrera reforma d'importància fou la realitzada durant els anys 1960, en què fou ampliada com a part del projecte de reconstrucció del centre de la ciutat dut a terme per la República Democràtica Alemanya. Durant molts anys esdevingué un dels espais públics més importants del Berlín Oriental. Tot i això, amb la reunificació la plaça i els edificis del voltant patiren noves reformes, que els donaren l'aspecte actual.
Malgrat la construcció d'una línia de tramvia i l'addició d'algunes zones verdes, la plaça conserva encara un marcat caràcter socialista; així, per exemple, s'ha conservat la Font de l'Amistat dels Pobles, convertida en blanc de graffitis i pintades. Tot i això, el 1993, es publicaren alguns plans que defensaven la construcció de diversos gratacels per tal de renovar completament la fisonomia de la plaça. Tot i això, la falta de demanda i l'absència d'interès van fer caure la iniciativa en l'oblit. Tot i això, des de 2004 s'han aixecat alguns nous edificis, mentre que altres segueixen com a plans per a la zona sud-est de la plaça.
Al maig de 2007, uns equips d'obrers que treballaven al clavegueram de la plaça descobriren al subsòl el que s'ha considerat després com el major búnquer de l'Alemanya nazi. La construcció, situada a prop de la Casa dels Professors i oblidada durant dècades, havia estat realitzada entre 1941 i 1943 com a refugi per a la companyia alemanya de ferrocarrils. Avui en dia encara es desconeixen les seves dimensions exactes.

## Galeria d'imatges

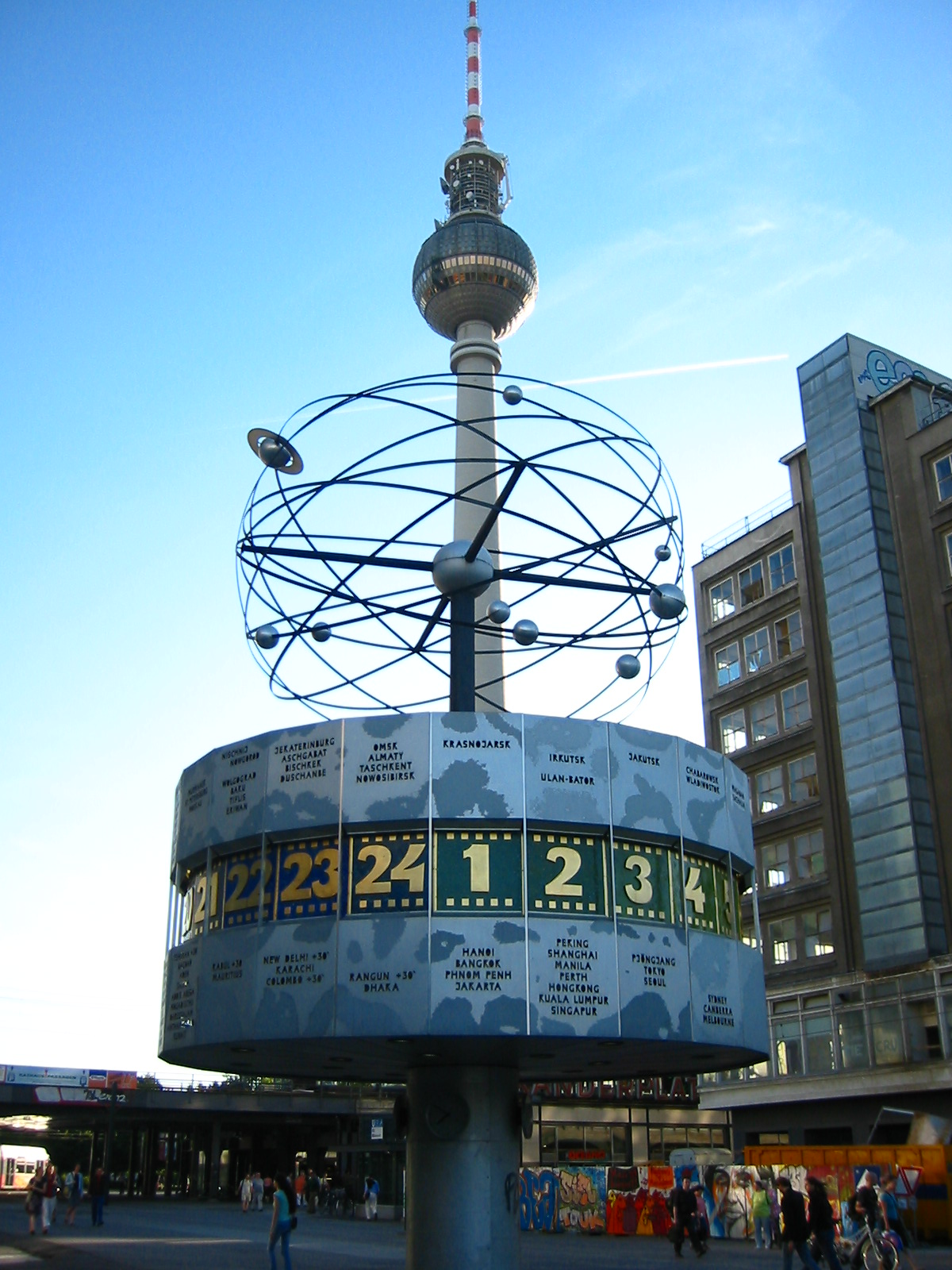
El Weltzeituhr amb la torre Fernsehturm al fons
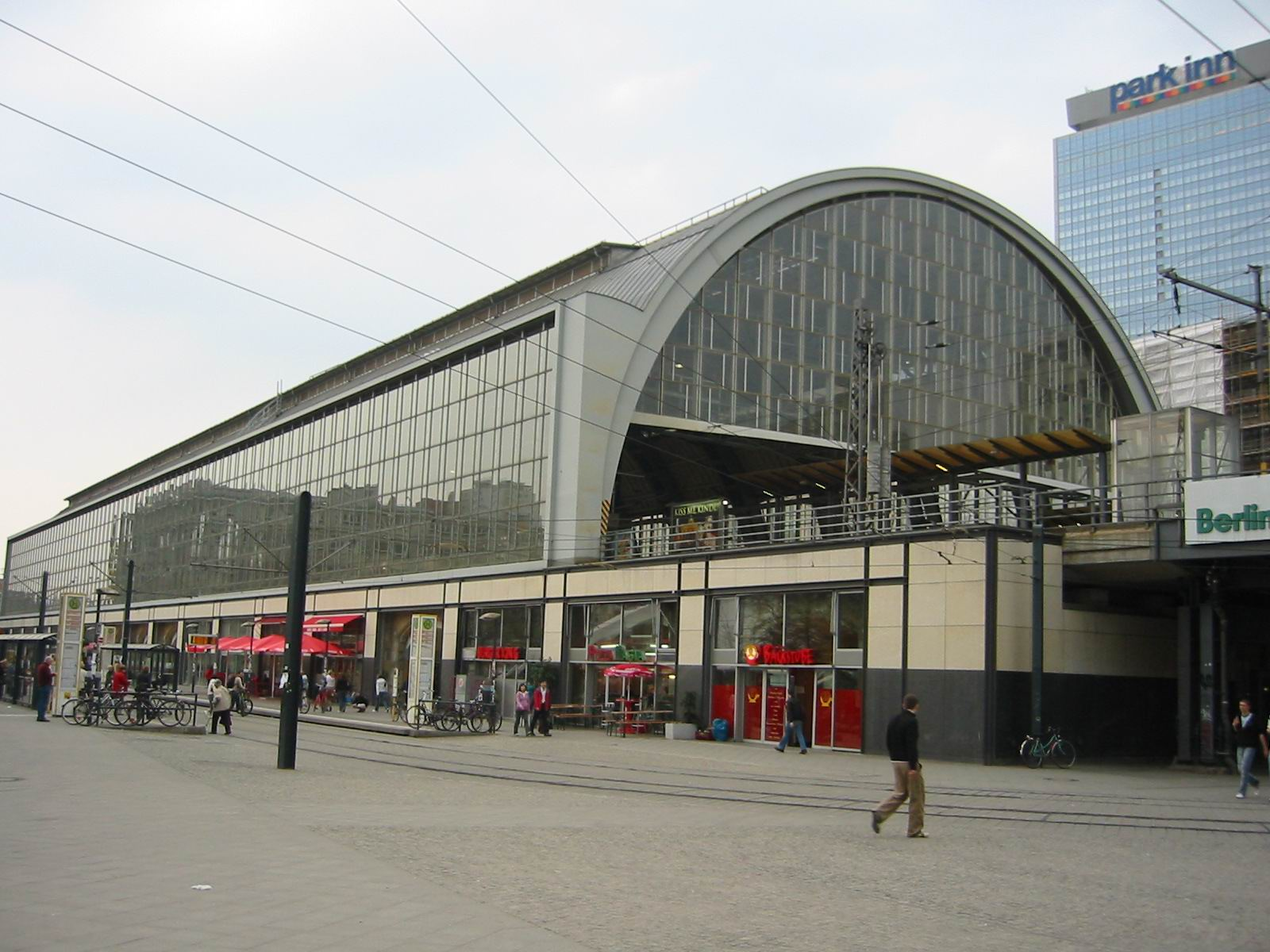
Estació de metro Alexanderplatz
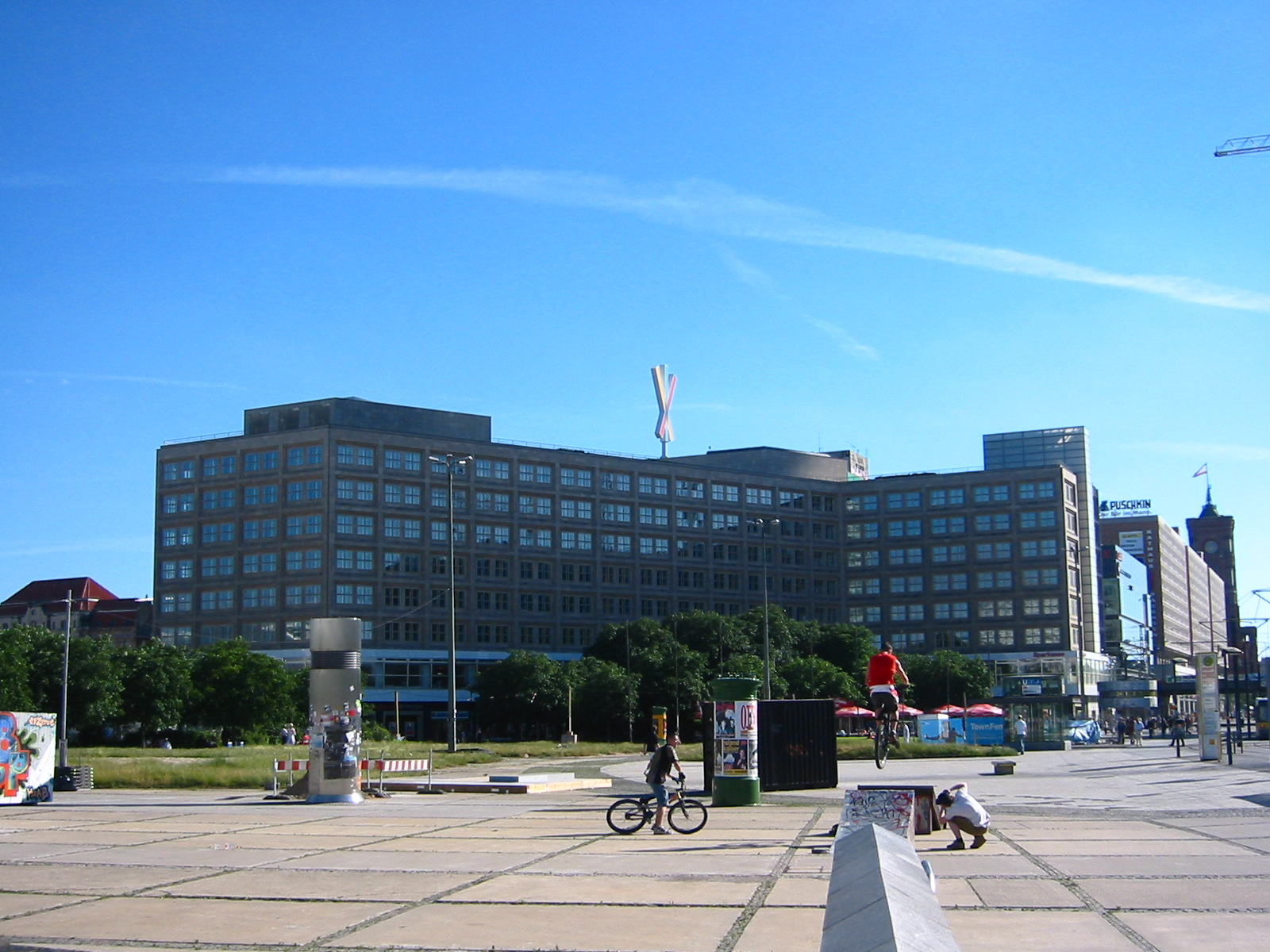
Alexanderhaus
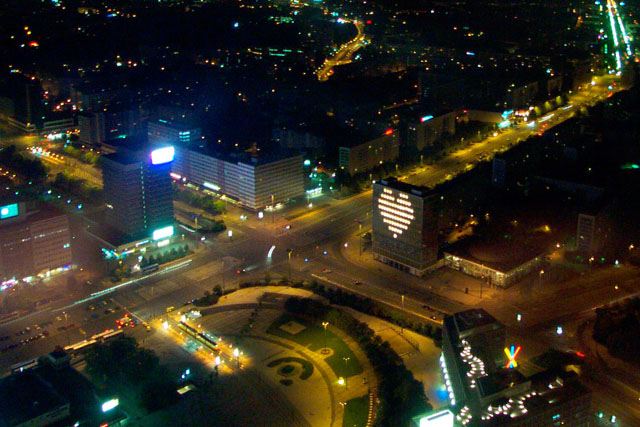
Vista nocturna
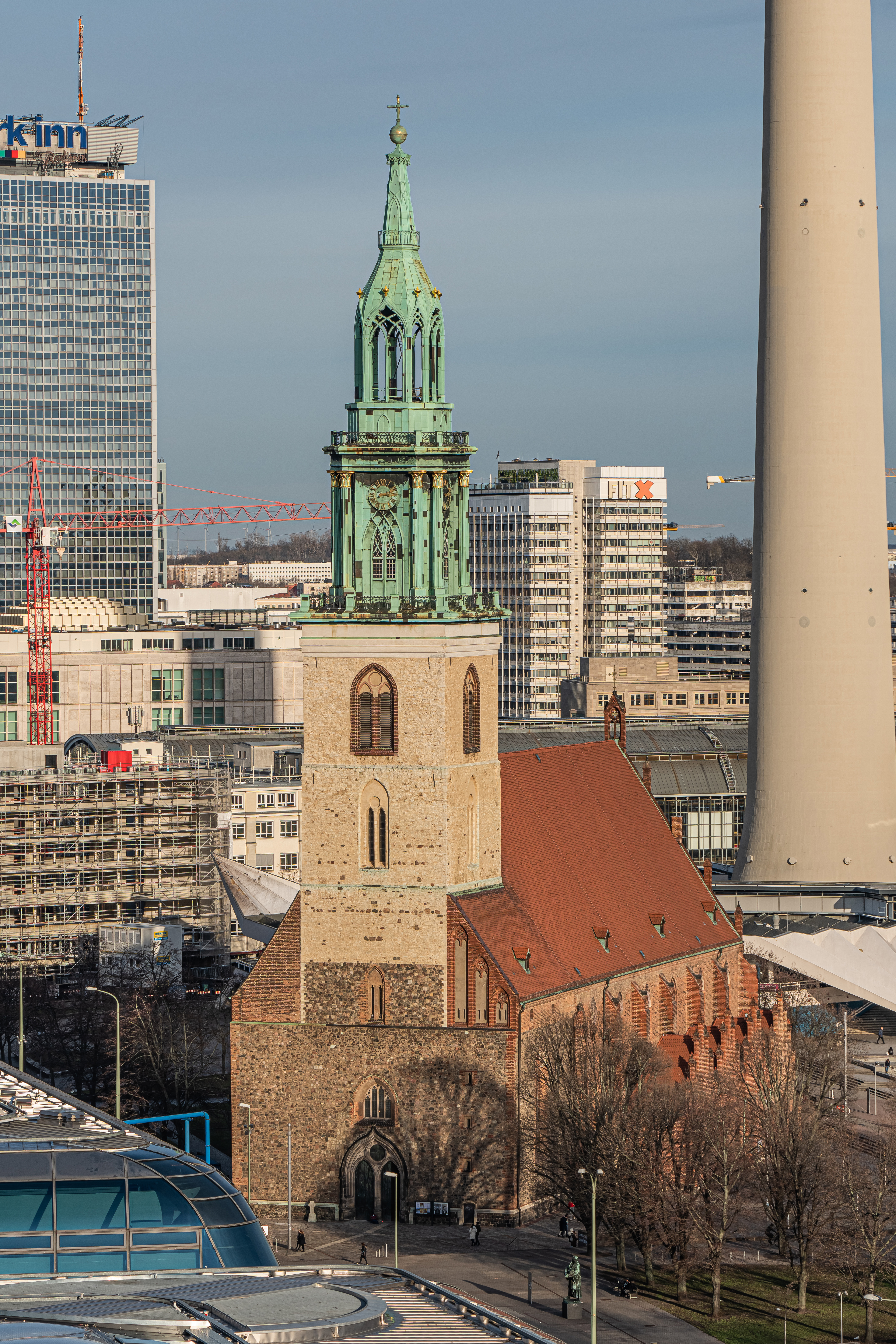
Marienkirche
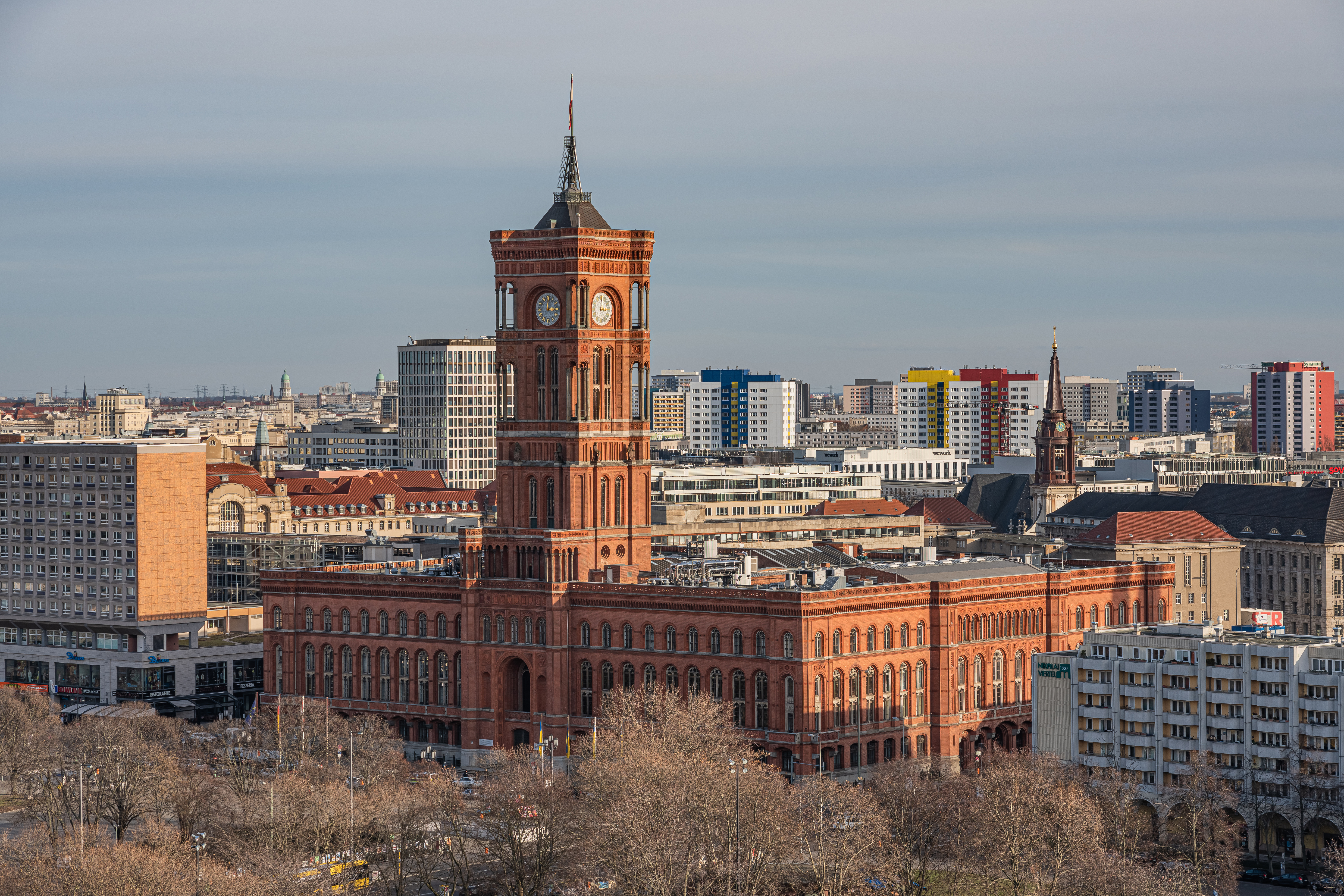
Vista de la torre de l'Ajuntament